# Johann Georg Brückmann
Johann Georg Brückmann (* 8. Januar 1896 in Auerbach; † 26. Juni 1973 in Bensheim) war ein hessischer Politiker (NSDAP) und Abgeordneter des Landtags des Volksstaates Hessen in der Weimarer Republik.

## Familie
Johann Georg Brückmann war der Sohn des Schuhmachermeisters Georg Brückmann und dessen Frau Katharina geborene Nungesser. Brückmann, der evangelischer Konfession war, heiratete in erster Ehe Emma Margareta geborene Eisenemenger und in zweiter Ehe Karola geborene Ahlheim. Er arbeitete als Kaufmann in Bensheim.

## Politik
Brückmann trat zum 19. April 1926 der NSDAP bei (Mitgliedsnummer 34.683). Von 1931 bis 1933 war er Landtagsabgeordneter im Landtag des Volksstaates Hessen. 1933 wurde er als Nachfolger von Georg Fischer Kreisleiter der NSDAP und von 1934 bis 1937 Bürgermeister von Bensheim. Im Herbst 1937 wurde die Personalunion von Partei- und Staatsämtern untersagt. Brückmann gab das Bürgermeisteramt auf und blieb Kreisleiter. Bei der Reichstagswahl 1938 wurde er erfolglos vorgeschlagen.